# Semoussac
Semoussac – miejscowość i gmina we Francji, w regionie Nowa Akwitania, w departamencie Charente-Maritime.
Według danych na rok 1990 gminę zamieszkiwały 212 osoby, a gęstość zaludnienia wynosiła 22 osób/km² (wśród 1467 gmin regionu Poitou-Charentes Semoussac plasuje się na 786. miejscu pod względem liczby ludności, natomiast pod względem powierzchni na miejscu 847.).